# Olivraknäbb
Olivraknäbb (Timeliopsis fulvigula) är en fågel i familjen honungsfåglar inom ordningen tättingar.

## Utseende och läte
Olivraknäbben är en liten honungsfågel med helt olivgrön fjäderdräkt. Näbben är som namnet rak, nästan dolkformad med en ljus linje på insidan. Ögat är orangefärgat. Arten liknar olika busksmygar, men olivraknäbben är något större med olivgrön snarare än brun fjäderdräkt, vassare näbb och ljusare öga. Lätet är ett oupphörligt grälande ljud som avges under födosök.

## Utbredning och systematik
Olivraknäbben förekommer på Nya Guinea. Den delas in i fyra underarter med följande utbredning:
- Timeliopsis fulvigula fulvigula – nordvästra Nya Guinea (Arfak)
- Timeliopsis fulvigula montana – bergstrakter på centrala Nya Guinea (Weyland, Wharton Range)
- Timeliopsis fulvigula meyeri– bergstrakter på sydöstra Nya Guinea
- Timeliopsis fulvigula fuscicapilla – östra New Guinea (Huonhalvön)

Underarterna montana och fuscicapilla inkluderas ofta i meyeri.

## Levnadssätt
Olivraknäbben hittas i bergsskogar på medelhög höjd. Den födosöker efter insekter och slår ofta följe med kringvandrande artblandade flockar.

## Status
Arten har ett stort utbredningsområde och beståndet anses stabilt. Internationella naturvårdsunionen IUCN listar den därför som livskraftig (LC).